# Selenophanes placentia
Selenophanes placentia är en fjärilsart som beskrevs av Hans Fruhstorfer 1912. Selenophanes placentia ingår i släktet Selenophanes och familjen praktfjärilar. Inga underarter finns listade i Catalogue of Life.